# Gouden mossel
De gouden mossel (Limnoperna fortunei)) is een tweekleppigensoort uit de familie van de Mytilidae. De wetenschappelijke naam van de soort werd in 1857 als Volsella fortunei gepubliceerd door Wilhelm Dunker.

## Invasieve uitheemse soort
Voorlopig komt de soort nog niet voor in Europa. Indien ze zich hier zou vestigen, kan ze zeer grote problemen veroorzaken omdat ze de ecologische condities van het systeem waarin ze gevestigd is, kan veranderen. Bovendien veroorzaakt de soort grote economische schade aan koelsystemen en water in- en uitlaten.
Sinds augustus 2022 staat deze soort op Unielijst voor invasieve uitheemse soorten. Dit betekent dat deze tweekleppige niet langer in de Europese Unie mag worden ingevoerd, vervoerd, gecommercialiseerd, gekweekt, gebruikt, uitgewisseld of vrijgelaten in de natuur.